# Centrum für Erdsystemforschung und Nachhaltigkeit
Das Centrum für Erdsystemforschung und Nachhaltigkeit (CEN) ist ein zentrales Forschungszentrum der Universität Hamburg (UHH). Forschende aus zwölf verschiedenen Bereichen der Natur- und Gesellschaftswissenschaft arbeiten hier interdisziplinär zusammen. Sie beschäftigen sich mit Klima-, Umwelt- und Erdsystemforschung und bearbeiten gemeinsam übergeordnete Fragestellungen. Die Wechselbeziehungen zwischen Ozean, Atmosphäre, Biosphäre und Geosphäre und die natürlichen und menschengemachten Veränderungen des Erdsystems stehen im Vordergrund. Gleichzeitig analysieren Wissenschaftler die Interaktionen von Gesellschaft und Umwelt.
Das CEN ist die Heimat des von der Deutschen Forschungsgemeinschaft (DFG) ausgezeichneten Exzellenzclusters „Climate, Climatic Change, and Society“ (CLICCS). 

## Forschungsbereiche
Die Forschenden am CEN arbeiten interdisziplinär und stammen aus den Fachrichtungen Ozeanographie, Meteorologie, Meeresbiologie, Geophysik, Geologie, Bodenkunde, Geographie, Biogeochemie, Geschichte, Wirtschafts- und Sozialwissenschaften sowie Friedens- und Sicherheitsforschung. Die Forschung gliedert sich in die Fachbereiche:
- Erdsystemdynamik
- Nachhaltigkeitsstrategien und soziale Dynamiken
- Potenzialbereich

Die Erdsystemdynamik schafft und erweitert die naturwissenschaftlichen Grundlagen zur Erforschung des Erdsystemwandels und seiner Auswirkungen. Ziel ist es, die natürliche Variabilität in den verschiedenen Komponenten des Erdsystems von den menschengemachten Einflüssen zu trennen. Die Forschungsarbeiten werden auf globaler, regionaler und lokaler Ebene durchgeführt.
Im Bereich Nachhaltigkeitsstrategien und soziale Dynamiken geht es um die Wechselwirkungen zwischen Mensch und Natur. Die zugrundeliegenden Prozesse werden erforscht und nachhaltige Gestaltungsoptionen für die Gesellschaft entwickelt.
Der Potenzialbereich umfasst drei verschiedene Themenfelder. Es geht um die Bedeutung von Böden in unserem Klimasystem und um nachhaltige Ernährungssysteme. Außerdem beschäftigen sich die Forschenden mit Klima- und Georisiken. Diese beziehen Naturgefahren wie auch menschliches Handeln mit ein.
Für ihre Forschung entwickeln die Wissenschaftlerinnen und Wissenschaftler eigene Modelle und nutzen Modelle anderer wissenschaftlicher Institutionen. Umgekehrt nutzen internationale Teams die Hamburger Modelle, um ihre Berechnungen durchzuführen oder zu ergänzen. Außerdem vergleichen und prüfen sie mithilfe der Modelle eigene Ergebnisse.
Das CEN wirkt regelmäßig in großen nationalen und internationalen Forschungsprogrammen mit und koordiniert einige federführend. Forschende des CEN publizieren regelmäßig in wissenschaftlichen Fachjournalen.

## Exzellenzcluster
Im Rahmen der Exzellenzstrategie des Bundes und der Länder wurden bisher drei Exzellenzcluster des CEN der Universität Hamburg von der Deutschen Forschungsgemeinschaft (DFG) gefördert. Von 2007 an für zehn Jahre die Exzellenzcluster für Klimaforschung CliSAP 1 und CliSAP 2 (Integrated Climate System Analysis and Prediction). Seit 2019 für zunächst sieben Jahre der Exzellenzcluster für Klimaforschung „Climate, Climatic Change, and Society“ (CLICCS).

## Struktur
Direktor des CEN ist Grischa Perino, der zusammen mit Geschäftsführerin Nora Gönsch sowie sechs Professorinnen und Professoren aus unterschiedlichen Forschungsfeldern den Vorstand bildet. Das CEN wurde 2011 als Forschungszentrum der MIN-Fakultät der Universität Hamburg gegründet. Seit April 2016 ist es ein „zentrales Forschungszentrum der Universität Hamburg zur Wahrnehmung von Aufgaben besonderer Bedeutung in Forschung und Lehre“.

## CEN School SICSS
Die CEN School SICSS (School of Integrated Earth and Climate System Sciences) bietet ein zweijähriges englischsprachiges Curriculum, das mit dem Master (MSc) abschließt. Es deckt umfassende Aspekte der Klimaforschung ab – von den Naturwissenschaften bis hin zu Sozialwissenschaften und Ökonomie. Die Graduiertenschule bietet ein dreijähriges internationales Doktorandenprogramm in den integrierten Klima- und Erdsystemwissenschaften mit dem Abschluss PhD.

## Forschungseinrichtungen
Mitglieder des CEN haben Zugriff auf eine Reihe von Forschungseinrichtungen, die zum Teil vom CEN selbst und seinen Mitgliedsinstituten betrieben werden:
- Leitstelle deutsche Forschungsschiffe an der Uni Hamburg
- Hochleistungsrechner vom Deutschen Klimarechenzentrum (DKRZ)
- Datenzentrum Integrated Climate Data Center (ICDC) an der Uni Hamburg
- Visualization Laboratory am CEN
- Integrated Modeling Activities (IMA) am CEN
- Windkanal-Labor am Meteorologischen Institut
- Wettermast Hamburg am Meteorologischen Institut
- Bibliotheken
- Zentraler IT-Dienstleister: CEN-IT
- Feinmechanische Werkstatt gemeinsam mit dem Max-Planck-Institut für Meteorologie (MPI-M)

## Beteiligte Institutionen
- Meteorologisches Institut
- Institut für Meereskunde (IfM)
- Institut für Geophysik
- Institut für Geologie
- Institut für marine Ökosystem- und Fischereiwissenschaft (IMF)
- Forschungsstelle Nachhaltige Umweltentwicklung
- Institut für Bodenkunde
- Institut für Geographie
- Arbeitsgruppe „Numerische Methoden in den Geowissenschaften“
- Arbeitsgruppe „Globale Klima Governance“, Centrum für Globalisierung und Governance
- Institut für Journalistik und Kommunikationswissenschaft
- Historisches Seminar
- Institut für Friedensforschung und Sicherheitspolitik (IFSH)
- Biozentrum Klein Flottbek, Loki-Schmidt-Garten
- Institut für Holzwissenschaften

## Mitgliedschaften
- Deutsche Allianz für Meeresforschung (DAM)
- Deutsches Klimakonsortium (DKK)
- KlimaCampusHamburg
- Konsortium Deutsche Meeresforschung (KDM)